# 森光子 (花魁)
森 光子（もり みつこ、1905年（明治38年） - 没年不詳）は、大正から昭和時代にかけての女性。吉原遊廓の花魁であった日々を記した記録である『光明に芽ぐむ日』『春駒日記』の著者。

## 概略
群馬県高崎市の貧しい銅工職人の家に3人兄弟の長女として生まれる。高等小学校を卒業。文学少女であったが、19歳の時に死んだ父親が深酒によって残した借金のため、実際の仕事がどういうものか知らないまま、半ば騙される形で吉原遊廓に売られた。「長金花楼」という貸座敷で、春駒という名の娼妓となる。生き地獄のような日々の中、日記を書く事を「復讐」として遊廓での生活を綴り続けた。2年後に憧れであった歌人の柳原白蓮の家に駆け込んで助けを求め、白蓮夫婦と労働総同盟の岩内善作らの手助けにより、自由廃業した。1926年（大正15年）『光明に芽ぐむ日』、1927年（昭和2年）『春駒日記』を出版。
その後、自由廃業を手引きした外務省翻訳官補の西野哲太郎と結婚。西野はそのために外務省を免職になるが、その後も社会運動として遊女の自由廃業運動を行い、暴力団に追われた。西野は戦後に東洋大学の講師を務めたことが確認されるが、光子のその後の消息については不明。
光子の著作は2冊のみであるが、娼妓自身の手による当時の日記として貴重な記録である。
彼女の手記は「春駒〜吉原花魁残酷日記〜」（絵：望月帝）として2019年より漫画化されている。